# Amt Bützow-Land
La comunità amministrativa di Bützow Land (Amt Bützow Land) si trova nel circondario di Rostock nel Meclemburgo-Pomerania Anteriore, in Germania.

## Suddivisione
Comprende 12 comuni (abitanti il 31 dicembre 2022):
1. Baumgarten (791)
2. Bernitt (1 619)
3. Bützow, città (8 181)
4. Dreetz (189)
5. Jürgenshagen (1 151)
6. Klein Belitz (845)
7. Penzin (138)
8. Rühn (628)
9. Steinhagen (650)
10. Tarnow (1 106)
11. Warnow (898)
12. Zepelin (452)

Il capoluogo è Bützow.